# مارجو مارتينديل
مارجو مارتينديل (بالإنجليزية: Margo Martindale)‏ هي ممثلة تعبيرية وممثلة أمريكية، ولدت في 18 يوليو 1951 بجاكسونفيل في الولايات المتحدة.

## أعمال

### أفلام
- (1990) أيام الرعد[5]
- (1995) الميت الذي يمشي[6][7]
- (1995) سابرينا[8]
- (1996) غرفة مارفن[9]
- (2000) 28 يوما[10]
- (2000) دليل على الحياة[11]
- (2002) الساعات[12]
- (2003) وصمة عار إنسان[13]
- (2004) فتاة المليون دولار[14]
- (2006) باريس، أحبك
- (2009) اليتيمة[15]
- (2009) هانا مونتانا
- (2013)  مقاطعة أوساج[16][17]
- (2013) مخلوقات جميلة[18]
- (2016) الرئيسة[19]
- (2016) عيد الأم[20]
- (2017) تقليص الحجم[21]
- (2018) أسرة فورية

### مسلسلات
- الأمريكيون[22]
- الفتاة الجديدة
- ذا غود وايف
- ذا ميلرز

## ترشيحات
- جائزة توني لأفضل ممثلة بارزة في مسرحية [الإنجليزية]‏ (2004)

## وصلات خارجية
- مارجو مارتينديل على موقع IMDb (الإنجليزية)
- مارجو مارتينديل على موقع ألو سيني (الفرنسية)
- مارجو مارتينديل على موقع تيرنر كلاسيك موفيز (الإنجليزية)
- مارجو مارتينديل على موقع أول موفي (الإنجليزية)
- مارجو مارتينديل على موقع قاعدة بيانات برودواي على الإنترنت (الإنجليزية)
- مارجو مارتينديل على موقع قاعدة بيانات الأفلام السويدية (السويدية)
- مارجو مارتينديل على موقع إن إن دي بي (الإنجليزية)
- مارجو مارتينديل على موقع قاعدة بيانات الفيلم (الإنجليزية)
- مارجو مارتينديل على موقع كينوبويسك (الروسية)